# Ayenia fasciculata
Ayenia fasciculata är en malvaväxtart som beskrevs av Charles Frederick Millspaugh och Standley. Ayenia fasciculata ingår i släktet Ayenia och familjen malvaväxter. Inga underarter finns listade i Catalogue of Life.